# Predrag Raos
Predrag Raos (Zagreb, 23. lipnja 1951.), hrvatski književnik. Piše pretežno znanstvenu fantastiku i satiru.

## Životopis
Predrag Raos rođen je 23. lipnja 1951. u Zagrebu kao sin književnika Ivana Raosa i brat blizanac kemičara Nenada Raosa, autora popularnoznanstvenih knjiga. Književno stvara još od vrtića, a novinarstvom se bavi od srednje škole kada je bio urednik školskog lista "Pogledi" i suradnik "Omladinskog tjednika". 
U jeku Hrvatskog proljeća upisuje kemiju na Prirodoslovno-matematičkom fakultetu u Zagrebu te se odmah uključuje u studentski pokret pisanjem u "Studentskom listu" i nastupima po zborovima zbog čega je nakon Karađorđeva bio osuđen na desetomjesečnu zatvorsku kaznu (kasnije pretvorenu u uvjetu), godinama bio bez putovnice, mogućnosti objavljivanja pod vlastitim imenom, svjedodžbe o moralno-političkoj podobnosti te šanse za stipendiju i pristojno zaposlenje. Diplomira anorgansku kemiju 1975. nakon čega dvaput zaredom pokušava magistrirati na području homogene katalize, ali u tome ne uspijeva zbog loših materijalnih prilika i nespojivosti eksperimentalnog rada koji zahtjeva kontinuitet sa životom slobodnog umjetnika. Kemijskom strukom se stoga nikad nije profesionalno bavio. 
Kao student piše mnoštvo priča, članaka i feljtona, ali zbog političke nepodobnosti prisiljen je objavljivati nepoptisano, pod tuđim imenom ili pod pseudonimima Astor Petz i Pero Rotha. 
Raos je debitirao 1978. godine omladinskim romanom 22. rujna: roman o jednom maturalcu (pretiskan 1990. i 2004. godine), no najistaknutije tematsko područje njegova pisanja je znanstvena fantastika (ZF). Stvarni izlazak iz anonimnosti doživljava 1979. godine objavljivanjem romana Brodolom kod Thule, monumentalnog romana u dva sveska, ustvari futurističkom alegorijom na Hrvatsko proljeće. Nakon toga radi manje-više kontinuirano, živeći uglavnom od prevođenja. Već je Brodolom kod Thule pokazao Raosove karakteristične postupke koje će koristiti u svome znanstvenofantastičnom opusu: plauzibilnu futurističku viziju, utemeljenu u prirodnim znanostima, te omekšavanje koncepta tvrdog SF-a (hard SF) uvođenjem tema društvenih znanosti: sociološke, kulturalne i filozofske tematizacije moguće budućnosti i izazova što ih ona postavlja pred čovječansvo i pojedinca. Slične teme i visoko razvijen književni stil Raos pokazuje i u nizu novela objavljivanih većinom u Siriusu 1980-ih (npr. Bijelo, br. 118; Desna hemisfera, br. 139; Škorpion na jeziku, br. 151). Roman Nul effort (1990.) ponajbolji je domet takva koncepta i Raosova opusa. 
Krajem 1980-ih, pod optužbama da je pro-četnički ekstremist biva isključen iz Društva hrvatskih književnika iako je bit sukoba ustvari bio u tome što je Raos smatrao da se strukovne udruge poput Društva hrvatskih književnika ne bi smjele miješati u dnevnu politiku nego ostati svjetonazorski neutralne. Svoje verbalne sukobe s vodstvom Društva (Dragutinom Tadijanovićem, Marijom Peakić-Mikuljan, Dubravkom Horvatićem, Slavkom Mihalićem i Antunom Šoljanom), fizički sukob s kolegom Branimirom Donatom te sam čin izbacivanja iz Društva detaljno je opisao u knjizi Uhvaćen za izraz. 
Nakon osamostaljivanja Hrvatske, Raos je ponovno proskribiran, ovaj put kao komunistički ekstremist i jugounitarist zbog čega mu je objavljivati knjige postajalo sve teže, isključivo kod malih i malo poznatih nakladnika. Promocije knjiga 1990-ih su mu zabranjivane, a od strane HDZ-ovih vlasti bio je šikaniran na sve moguće načine. 
U to je vrijeme i politički aktivan; bio je i zastupnik u Gradskoj skupštini Grada Zagreba na listi Akcije socijaldemokrata hrvatske (ASH).
Nakon gašenja Siriusa 1990., njegove znanstvenofantastične novele pojavljivale su se rjeđe (Studentski list; Start nove generacije; SFerine godišnje zbirke hrvatskoga SF-a Dnevnici entropije /1996., nova verzija novele Bijelo/ i Kvantni portali imaginacije /1997., Stvaranje svijeta/; Monolith 1 /1998., nova verzija novele Škorpion na jeziku/). Svoj doprinos nastanku znanstvenofantastičnog izdavaštva u samostalnoj državi dao je prijevodima za prve privatne nakladnike znanstvene fantastike, odreda sudionike SF scene 1980-ih (za Izvore Damira Mikuličića, Algoritam Nevena Antičevića, Futuru i kratkotrajnu SF biblioteku Krste A. Mažuranića kod nakladničke kuće Lukom, Zagrebačku nakladu Zdenka Vlainića).
Kratki roman Mayerling (1996.), nastao od istoimene radiodrame, pokazao je Raosov stil suprotan "epskomu": tu su i dalje bile njegove prepoznatljive filozofske preokupacije, s pojačanom dozom moralizma, ali provedene kroz pregnantnu strukturu vrlo kratkog romana sa suzdržanim pripovjedačkim postupcima. Znanstvenofantastični roman za djecu Od rata do zvijezda (1996.) jedno je od prvih djela na temu Domovinskog rata.
Raosov drugi tematski krug jest parodijski humor. Unutar njegova znanstvenofantastičnog opusa on se očituje u parodijskim novelama (u Siriusu, ciklus Blesave priče) te u romanu Mnogo vike nizašto (1985.). No, parodija najviše dolazi do izražaja u drugim žanrovima: kriminalističkom (Ubijte Hamleta!, 1986.) i erotskom (Ta današnja smradež, 2002.). Karnevaleskne razmjere Raos doseže nadahnut hrvatskom politikom (drama Zemlja Mrak, 1998.; roman Tajna Piranskog trokuta, 2002.), i svojom polemikom s Društvom hrvatskih književnika, koja je inspirirala knjigu polemika Uhvaćen za izraz (1995.) i parodijska djela poput postmodernističkoga romana Doživljaji Supermačka Cicija, Kraljevskog Muholovca: knjiga za one koji vole mačke, a ljude baš i ne (1998.).
Godine 2006. Raos je objavio opsežni znanstvenofantastični roman Vertikala, napisan u tradiciji njegovih ranijih romana Brodolom kod Thule i Nul effort, označivši tako povratak svojim starim žanrovskim i tematskim preokupacijama. Nakon učlanjenja u Hrvatsko društvo pisaca, objavio je više knjiga i čak dobio stipendiju Ministarstva kulture za pisanje romana. Godine 2007. objavio je opsežan fantastični roman Let Nancija Konratata, a 2012. filozofsko-fantastični roman Knjiga o Jobu, iz predviđenoga ciklusa romana u koji pripada i Let Nancija Konratata, a u kojemu se jedan čovjek u zatvorenoj sobi obraća Bogu. Također je nastavio s medijskim pojavljivanjem: krajem 2006. godine prošao je dva kruga HRT-ove emisije Piramida te bio s Robertom Knjazom uhićen u Egiptu, gdje su snimali RTL-ovu emisiju Koledžicom po svijetu. Redovito se pojavljivao u emisiji Željka Malnara "Noćna mora" (zagrebačka televizija Z1). Godine 2013. počinje voditi emisiju Ni mi je jasno.
Zbog incidenta 28. studenoga 2013. godine na konferenciji za novinare u prostorijama Hrvatskog društva pisaca, isključen je iz članstva i toga društva književnika, ovaj put pod optužbama za desničarski ekstremizam, nakon čega se rjeđe pojavljuje u javnosti i manje objavljuje.
Raos je za libreto za mjuzikl U životu sve je igra i scenski monolog Zdrav razum dobio Nagrade za dramsko djelo "Marin Držić", a jedina njegova drama postavljena u profesionalnom kazalištu, Zemlja mrak, skinuta je 1999. godine s repertoara zbog "aluzija" na Franju Tuđmana. Godine 2006. Raos je objavio prvu knjigu drama, U životu sve je igra: tri mjuzikla, u kojoj je u dramskoj formi preradio tri ranija romana, Ubijte Hamleta!, Od rata do zvijezda i 22. rujna (pod naslovom U životu sve je igra). 
Raos je 2019. dobio prvu Nagradu za dramsko djelo "Marin Držić" za dramski tekst Raj pa kraj.

## Filmografija
| Godina | Naslov                                         | Uloga       | Bilješke                         |
| ------ | ---------------------------------------------- | ----------- | -------------------------------- |
| 2000.  | Poezija i revolucija - studentski štrajk 1971. | On sam      | Pojavljuje se u arhivskoj snimci |
| 2006.  | Ajde, dan... prođi...                          | Bivši pilot |                                  |

## Nagrade
- 1986.: Nagrada za znanstvenu fantastiku SFERA, za roman Mnogo vike nizašto.
- 1989.: Nagrada za znanstvenu fantastiku SFERA, za priču Škorpion na jeziku.
- 1991.: Nagrada za znanstvenu fantastiku SFERA, za roman Nul effort.
- 1991.: Nagrada "Lazar Komarčić" ↓1 za roman Nul effort.[3]
- 1997.: Nagrada za znanstvenu fantastiku SFERA, za roman Od rata do zvijezda.
- 2008.: Nagrada za znanstvenu fantastiku SFERA, za fantastički roman Let Nancija Konratata.
- 2018.: Nagrada za dramsko djelo "Marin Držić" za dramski tekst Raj pa kraj.